# Георги Кавлаков
Георги Петров Кавлаков е български революционер, участник в Четата на Хаджи Димитър и Стефан Караджа.

## Биография
Роден е през 1847 година в Сливен. Баща му бил известен майстор строител, а той и братята му се занимавали с абаджийство. Заловен е по време на четвъртата битка на четата в местността Канлъдере и обесен в Русе на 17 юли.